# 徐述
徐述（？—？），严州人，是一名明朝政治人物。
徐述曾于正统三年(1438年)接替刘复任邵武府知府一职，正统十二年(1447年)由杨衡接任。